# Louroux-de-Bouble
Louroux-de-Bouble (okzitanisch L'Oror de Bobla) ist ein zentralfranzösischer Ort und eine Gemeinde (commune) mit 228 Einwohnern (Stand: 1. Januar 2022) im Département Allier im Norden der Region Auvergne-Rhône-Alpes (vor 2016 Auvergne). Sie gehört zum Arrondissement Vichy und zum Kanton Gannat.

## Lage
Louroux-de-Bouble liegt in der Landschaft des Bourbonnais an der Bouble, etwa 36 Kilometer westnordwestlich von Vichy. Umgeben wird Louroux-de-Bouble von den Nachbargemeinden Vernusse im Norden, Chirat-l’Église im Nordosten und Osten, Coutansouze im Osten und Südosten, Échassières im Süden und Südwesten sowie Lapeyrouse im Westen.

## Bevölkerungsentwicklung
| Jahr                       | 1962 | 1968 | 1975 | 1982 | 1990 | 1999 | 2006 | 2011 | 2019 |
| Einwohner                  | 528  | 403  | 339  | 303  | 268  | 283  | 290  | 274  | 231  |
| Quellen: Cassini und INSEE |      |      |      |      |      |      |      |      |      |

## Verkehr
Der Ort verfügt über einen Bahnhalt an der Bahnstrecke Commentry–Gannat und wird im Regionalverkehr von Zügen des TER Auvergne-Rhône-Alpes bedient.

## Sehenswürdigkeiten
- Kirche Saint-Laurent aus dem 13. Jahrhundert

Siehe auch: Liste der Monuments historiques in Louroux-de-Bouble